# Sattenhausen
Sattenhausen ist ein Ortsteil der Gemeinde Gleichen im Landkreis Göttingen mit 423 Einwohnern (Stand: 1. Januar 20204).

## Geschichte
Sattenhausen wurde erstmals 1183 erwähnt. Die Straßennamen Haintor und Vor dem Tore weisen jedoch auf eine ältere, vermutlich hochmittelalterliche Dorfbefestigung hin.
Im Zuge der Gemeindegebietsreform wurde Sattenhausen am 1. Januar 1973 ein Ortsteil der neu gebildeten Gemeinde Gleichen.

## Politik

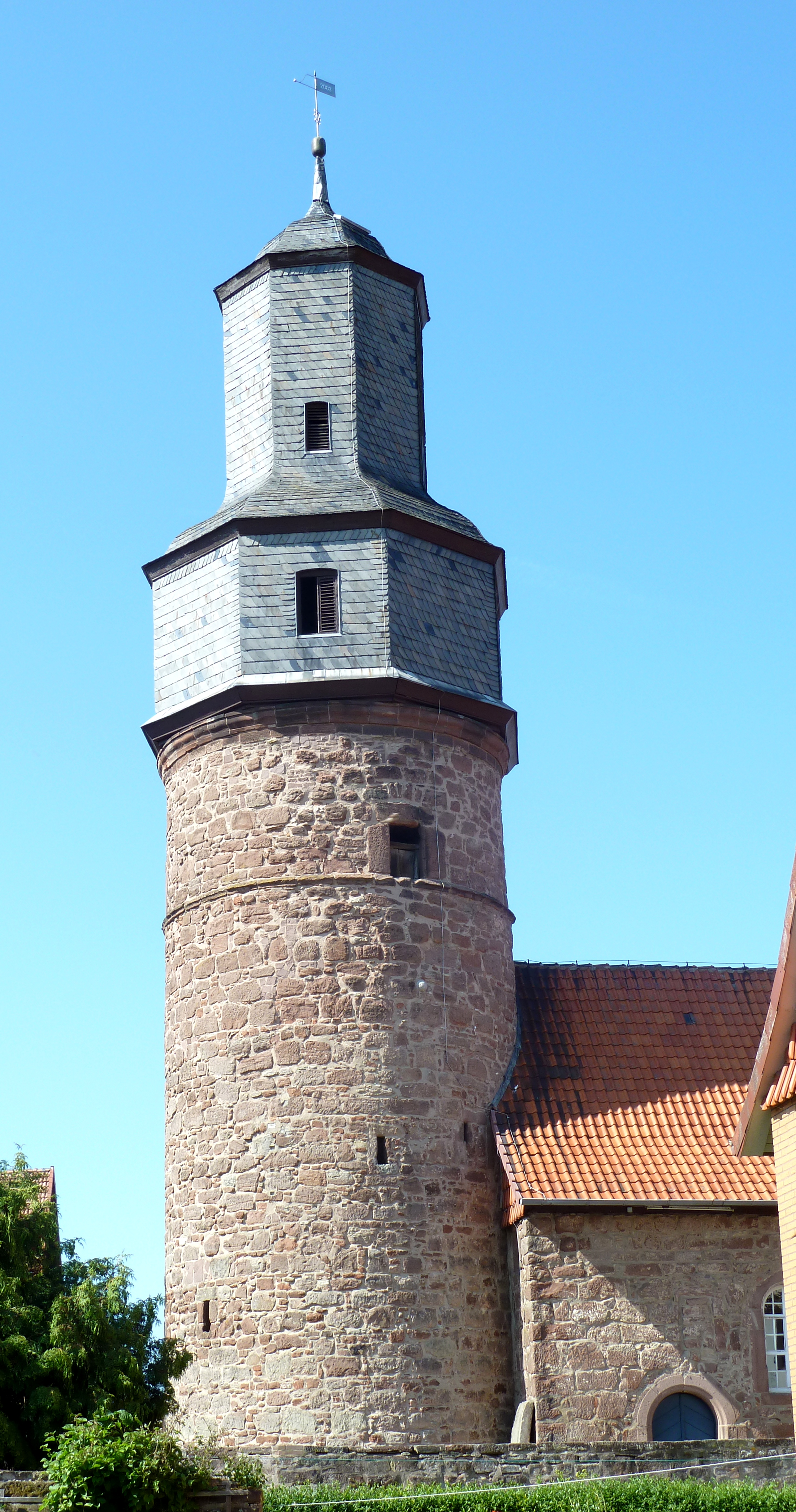
Die evangelisch-reformierte Kirche in Sattenhausen. Die heutige Krone der Wehrmauer ist noch unten auf dem Bild erkennbar.

### Ortsrat
Der Ortsrat setzt sich aus fünf Ratsfrauen und Ratsherren zusammen.
- Freie Wählergemeinschaft Sattenhausen: 5 Sitze

(Stand: Kommunalwahl am 12. September 2021)

### Ortsbürgermeister
Ortsbürgermeister von Sattenhausen ist Peter Schulze.

### Wappen
| Wappen von Sattenhausen | Blasonierung: „Gespalten; vorn von Rot und Gold (Gelb) geteilt, hinten in Blau einen von Silber (Weiß) und Rot siebenmal geteilten, golden (gelb) bewehrten und rotbezungten Löwen.“ |
| Wappen von Sattenhausen | Wappenbegründung: Das von Otto Rössler von Wildenhain entworfene Wappen wurde vom niedersächsischen Ministerium des Inneren am 13. Januar 1950 genehmigt. Sattenhausen wurde 1451 von den Landgrafen von Hessen erworben. Die linke Hälfte des Wappens zeigt darum den hessischen Löwen. Die Farben Rot und Gold stehen für die frühere Zugehörigkeit zum Herzogtum Braunschweig-Lüneburg. |

## Verkehr
Sattenhausen wird über die Buslinie 154 an Göttingen angebunden.

## Sehenswürdigkeiten
- Die evangelisch-reformierte Kirche in Sattenhausen ist eine Rundturmkirche. Der Rundturm stammt aus dem Mittelalter, das Schiff wurde im 17. Jahrhundert um das doppelte erweitert. Aus dieser Zeit stammt auch die Turmhaube und Turmbehängung. Ein Teil der Wehrmauer ist erhalten. Der Turm besitzt einen Durchmesser von 5,25 m, neben ihm sind Teile eines Innenrings und die äußere Ringmauer, welche die Kirche und den Kirchhof umschloss, vollständig erhalten. Der vor der äußeren Ringmauer gelegene Graben, auf welchen heute mit dem Straßennamen Kirchgraben hingewiesen wird, ist verfüllt worden und könnte einst Wasser geführt haben. Ein verwitterter Inschriftenstein in der Außenmauer datiert die Anlage auf das Jahr 1432, was bedeuten würde, dass Hans von Uslar-Gleichen, als Reaktion auf die Fehden des Spätmittelalters die Erbauung von Kirche und Turm veranlasste.[6] 1461 wurde die Kirche weiter ausgebaut. Sie erhielt ein massiv umfasstes, rechteckiges Schiff mit Rundbogenfenstern in abgefaster Quadereinfassung. Im östlichen Teil des Schiffs findet sich die Inschrift ANNO 1695 BERTOLDO NÖTVNGIO PASTORE CHRISTO: CVRT ET GEORG LENGEN AER.ECC.CVRAT.TEMPLV HOC A PED.30 AD 60 AMPLIATV.[7]

- Westlich des Sportplatzes liegen im Wald zwei ehemalige Rotsandsteinbrüche. Aus diesen Brüchen wurden in den 1930er Jahren große Mengen Werksteine für die Verkleidung der  Pfeiler der  Werratalbrücke im Lauf der Autobahn A 7 geliefert. Diese heute noch gut erkennbaren Steinbrüche lag ca. 35 Straßenkilometer von der Baustelle entfernt. Über die Betriebszeit der Sandsteinbrüche ist nur bekannt, dass von dort bis Ende 1960er Jahre Sand geholt wurde.